# Долна Диканя
Долна Диканя е село в Западна България, област Перник, община Радомир.

## География
Между селата Горна и Долна Диканя се намира селскостопанска земя, така нареченото поле Ръджовица. На единия му край се намира язовир „Долна Диканя“ (към Горна Диканя).

## История
Името на селото идва от диканя (на турски: diken – земеделско съоръжение за вършитба).
Хора от Долна Диканя участват в 3 войни (Балканската война, Междусъюзническата война и Първата световна война). При избухването на Балканската война човек от Долна Диканя е доброволец в Македоно-одринското опълчение. Селото преживява и 2 големи наводнения през 1927 и 1929 г.

## Икономика
Произвеждат се култури като боб, картофи, захарно цвекло, слънчоглед, пшеница и др. Отглеждат се още сминдух, пипер и ряпа. Животните, които предимно се отглеждат, са крави, овце, кози, птици – главно кокошки и по-малко патици. Много разпространено е пчеларството. Сграда от старото ТКЗС е превърната в гъбарник, който произвежда голямо количество гъби, предназначени за пазара. От скоро там се отглеждат и билките ехинацея и невен. Насажденията са скромни, но стигат, за да се постави начало на билкарството в региона.

## Забележителности
- Късно-средновековната църква „Света Богородица“ се намира в гробищата на селото, на възвишението над левия бряг на река Блато (Суха река, Арка). Изградена е през XVI – XVII век. Стенописите от църквата носят стиловите белези на късно-средновековната стенопис от XVI – XVII век и бележат края на монументалната българска средновековна стенопис.
- Край селото се намира хълм Света Петка, където има и манастир, според легенда с чудодейна вода срещу очни заболявания.
- Народно читалище „Никола Павлов Корчев – 1928“, основано през 1928 г.

## Редовни събития
15 август – курбан празник на църква „Света Богородица“

## Личности
- Георги Кременлията, български хайдутин, войвода от Кресненско-Разложкото въстание
- Свилен Русев – Бойко, сред петимата от РМС
- Никола Корчев, последният знаменосец на Самарското знаме
- Михаил Апостолов – Попето, войвода на ВМРО, изпратен от Гоце Делчев в Македония. Подофицер от кавалерията, роден в Горна Диканя.
- Йордан Коев, майстор-строител
- Свилен Николов, орнитолог, предпечатар и страньор
- Росен Вучков, инженер в областта на ниско- и високотоковите уреди
- Калин Евтимов, трикратен шампион по хандбал, участник във Фермата 2022